# Погорелов (Белокалитвинский район)
Погорелов — хутор в Белокалитвинском районе Ростовской области.
Входит в состав Горняцкого сельского поселения.
По неофициальным данным, в хуторе насчитывается около 110 дворов, населения более 400 человек.

## География
Хутор расположен в 15 км (по дорогам) восточнее города Белая Калитва (райцентр), на левом берегу реки Калитва. Очень живописные места, ежегодно проводятся каяльские чтения.

### Улицы
| - пер. Береговой, - пер. Мельничный, - пер. Молодёжный, - пер. Рыбачий, - пер. Садовый, - ул. Казачья, | - ул. Меланьи Ефремовой, - ул. Победы, - ул. Сергея Саринова, - ул. Степная, - ул. Шахтерская, - ул. Школьная. |

## История
Название «Погорелов» хутор получил вследствие того, что 1797 году по приказу Войсковой канцелярии был сожжен хутор, зародившийся около вальцовой мельницы. Сам же хутор Погорелов был отстроен на этом же месте позднее.

## Население
| 1989 | 2002 | 2010 |
| ---- | ---- | ---- |
| 748  | ↘649 | ↘475 |

## Достопримечательности
В хуторе построена новая каменная Церковь Воздвижения Креста Господня.